# Iglesia de Tlaltenango
La parroquia de Nuestra Señora de los Milagros, conocida popularmente como Iglesia de Tlaltenango, es un conjunto de dos construcciones religiosas, un santuario dedicado a la Virgen María y una capilla dedicada a San José, ubicadas en la colonia Tlaltenango, en Cuernavaca, Morelos. Es parte del Primer Decanato de la Diócesis de Cuernavaca. En 2016 está al cuidado del párroco Tomás Toral Nájera y del vicario parroquial José Guadalupe Popoca Soto.
La capilla de San José es reconocida como una de las primeras construcciones católicas en América, fue edificada por los franciscanos en 1523. El santuario fue construido en honor a una aparición de la Virgen de los Milagros en 1720. Cada año se celebra esta aparición con la tradicional Feria de Tlaltenango que dura del 30 de agosto al 12 de septiembre.

## Historia

### Capilla de San José

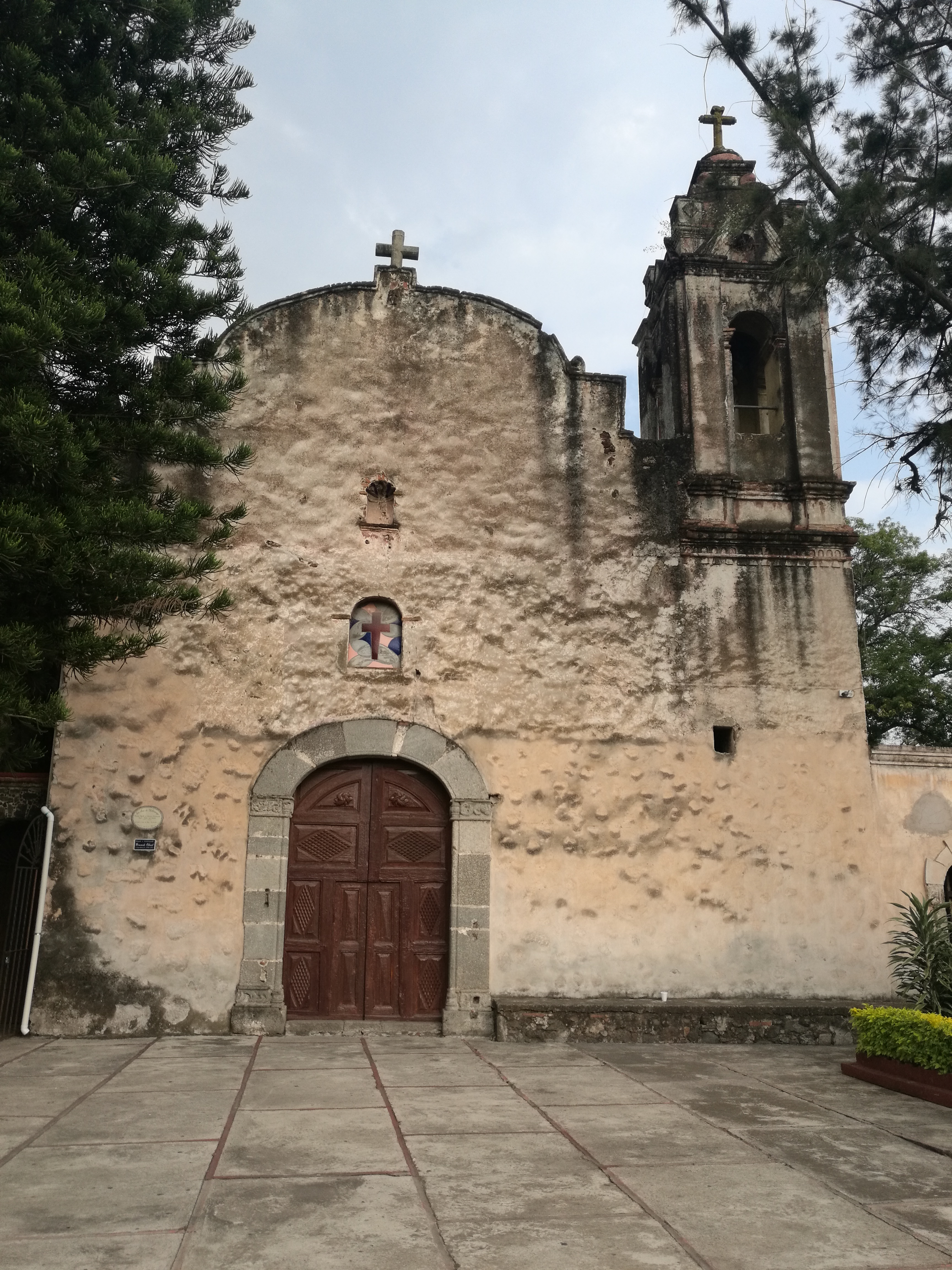
Capilla de San José Tlaltenango en Cuernavaca, Morelos.

El 13 de abril de 1521, Hernán Cortés vence a los Tlahuicas y Mexicas para tomar la Ciudad de Cuernavaca. Dos años después, en 1523 Cortés regresa a la ciudad y se establece en Tlaltenango, donde construye una finca.  En ese año, los franciscanos construyeron en la finca una de las primeras capillas de América, algunos la consideran la primera. Actualmente, en la capilla hay una placa que reza: “Primera Capilla de América Continental 1521-1523. Según títulos del pueblo”. 

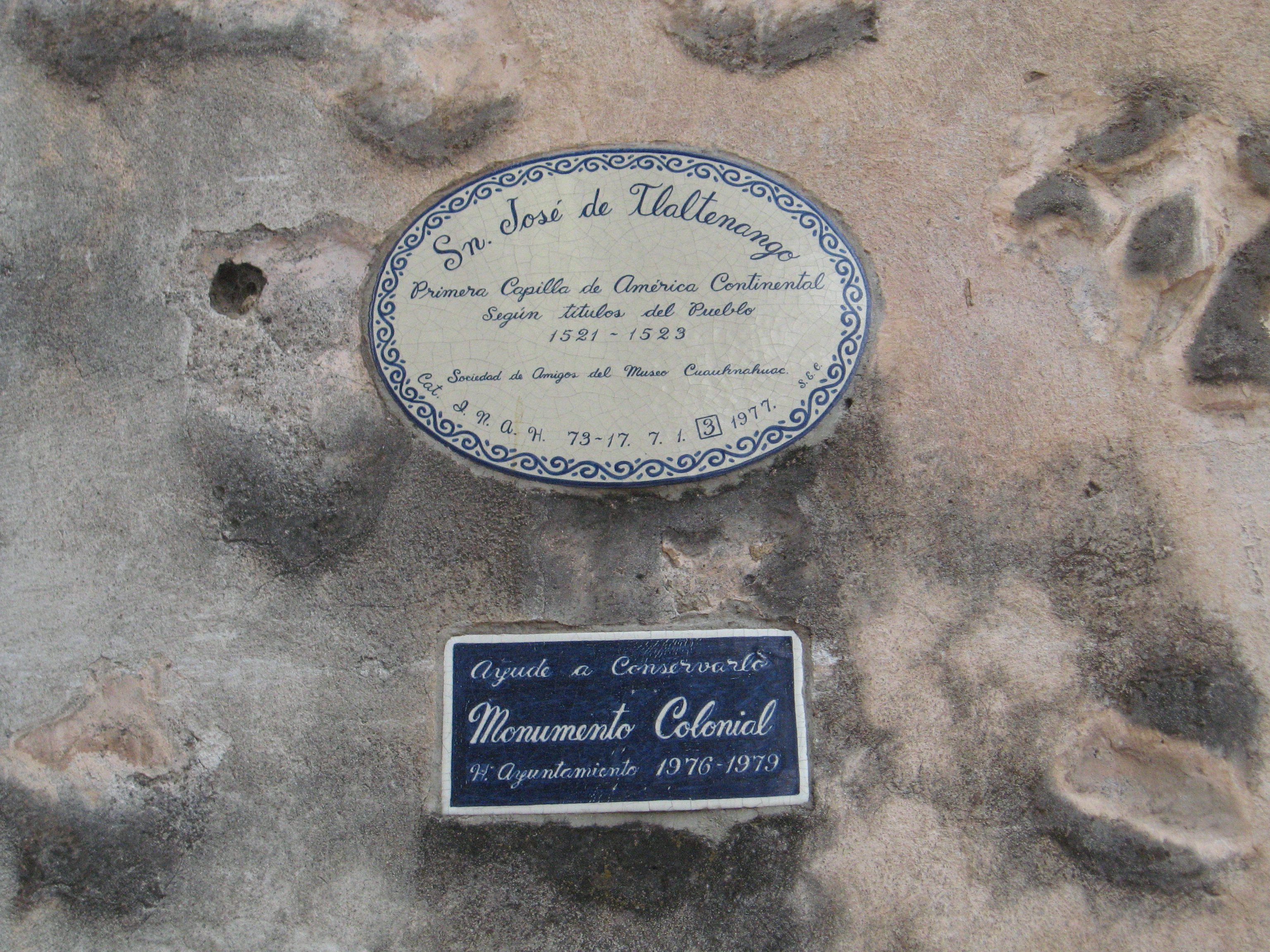
Placa en la entrada de la capilla de San José Tlaltenango en la que reza: “Primera Capilla de América Continental 1521-1523. Según títulos del pueblo”.

En 1535, Cortés fundó en Tlaltenango uno de los primeros ingenios azucareros en América y el más importante de la región en el siglo XVI.  El ingenio azucarero de Tlaltenango funcionó cerca de un siglo, hasta que lo trasladaron a Atlacomulco.
En sus orígenes la capilla fue dedicada al Señor de la Misericordia, era un adoratorio privado para la familia de los hacendados y posteriormente pasó a ser la capilla para los trabajadores del ingenio y se dedicó a San José. Las imágenes que se veneraban fueron traídas de España y entre éstas destacaba la del Señor del Santo Entierro.

### Santuario de Nuestra Señora de los Milagros

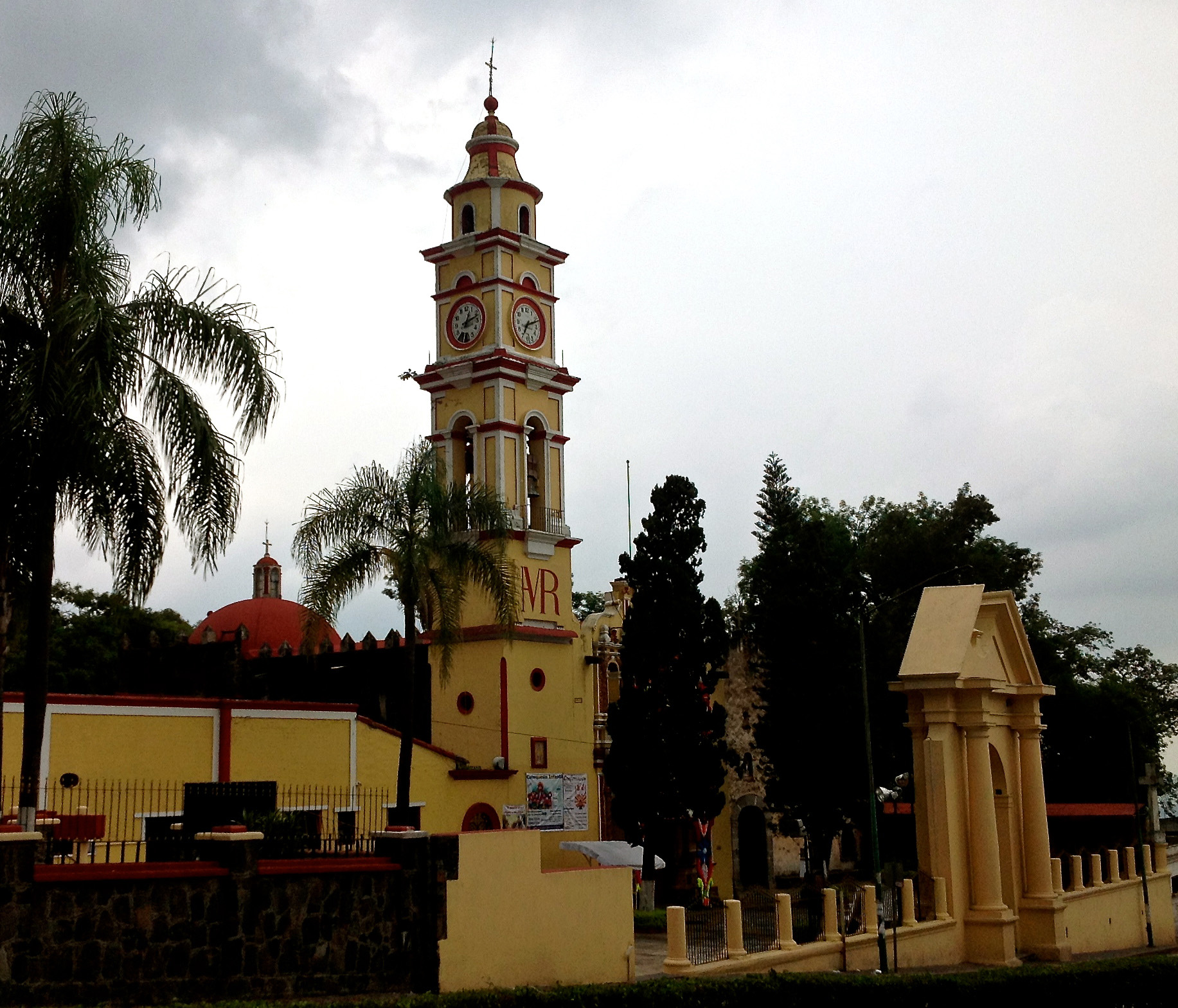

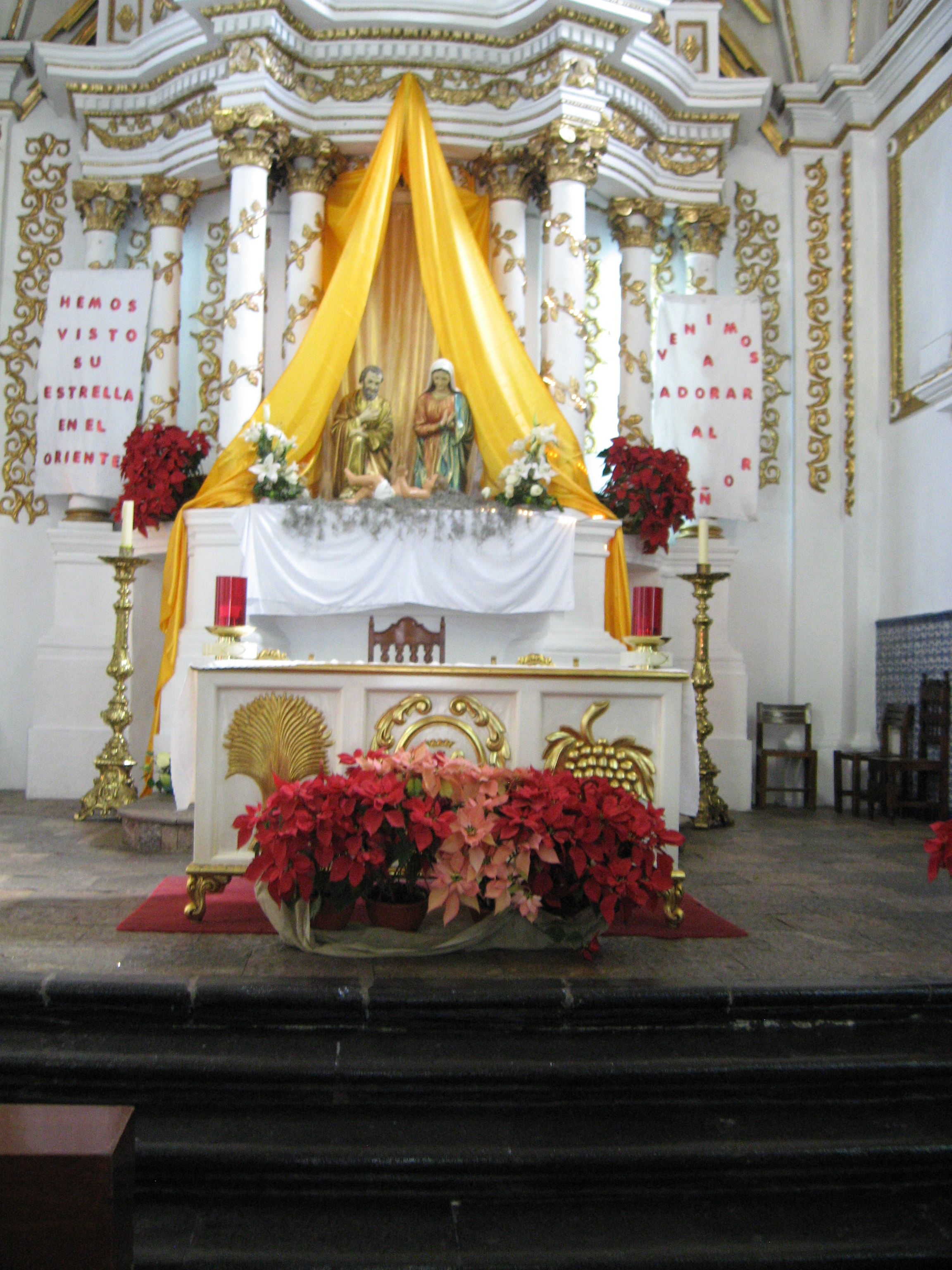
Altar del Santuario de Nuestra Señora de los Milagros Tlaltenango, en Cuernavaca, Morelos.

La historia popular cuenta que el 31 de mayo de 1720 llegaron al pueblo de Tlaltenango dos viajeros provenientes de Acapulco y se hospedaron en la posada de Doña Agustina. Los viajeros cargaban consigo un arcón asegurado con bisagras y cerrojos.  Al siguiente día partieron y pidieron a Doña Agustina que cuidara el arcón hasta que ellos regresaran. Pasaron los días y los viajeros no regresaron, en cambio, del arcón empezaron a emanar luces, perfumes y melodías. A fines de agosto, Doña Agustina y varios vecinos de Tlaltenango se presentaron ante Fray Pedro de Aranda, el guardia del convento y párroco de la Asunción (hoy Catedral de Cuernavaca). Fray Pedro de Aranda y el Alcalde Mayor de la ciudad acudieron a la posada de Doña Agustina, abrieron el arcón y descubrieron una Virgen que emanaba luz. El 30 de agosto la virgen fue llevada a la capilla de San José y se le rezó un novenario que culminó el 8 de septiembre. Se decidió construir un santuario para la Virgen, la construcción del Santuario de Tlaltenango terminó en 1730, por decisión del clero y del pueblo, recibió la advocación de Nuestra Señora de los Milagros.
En el atrio del santuario hay un mural hecho por el artista Roberto Martínez, develado en 1982 por el obispo Sergio Méndez Arceo. En el mural destacan las figuras de Hernán Cortes y de Emiliano Zapata.

## La Iglesia de Tlaltenango en la Revolución

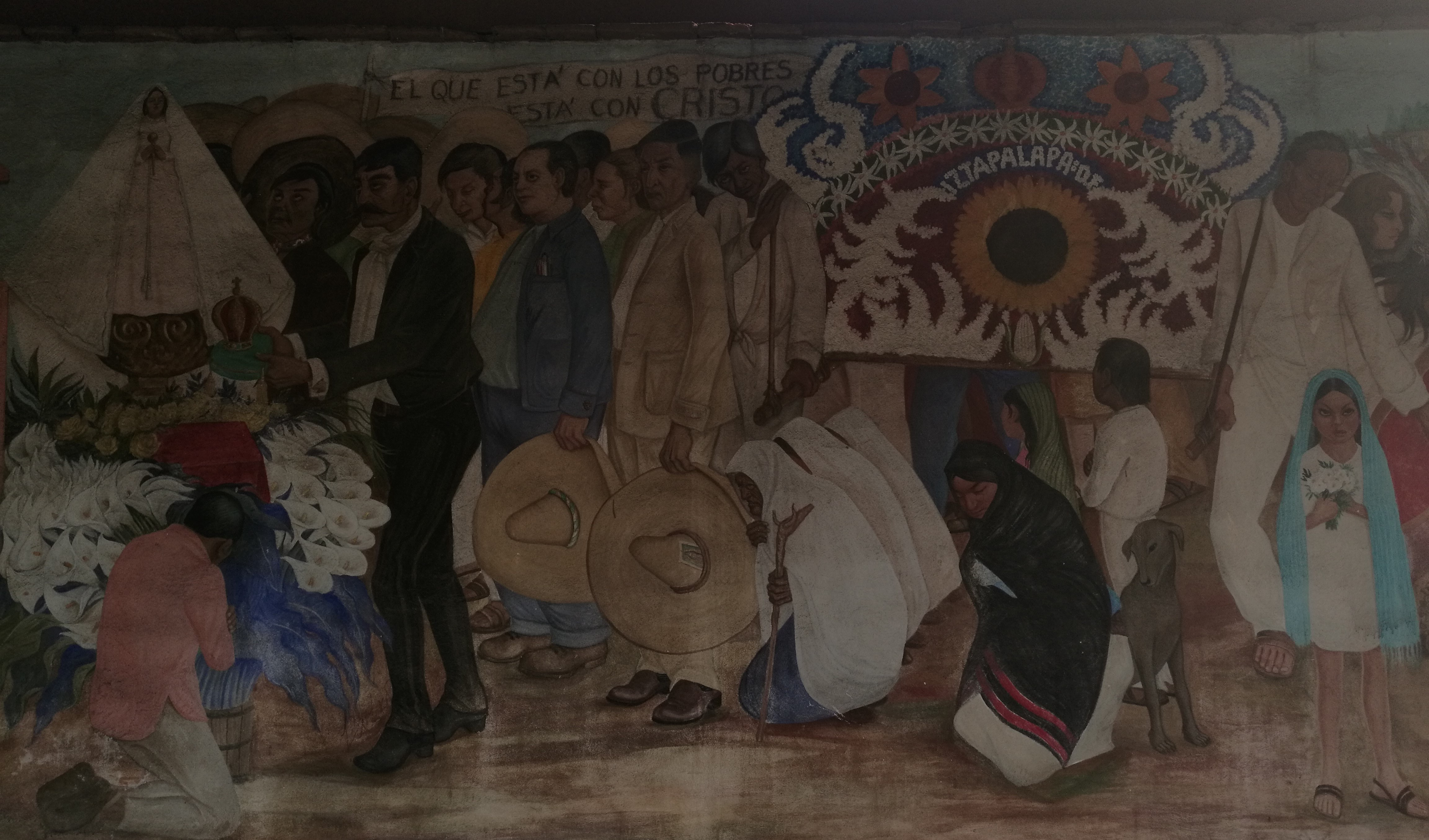
Mural del artista Roberto Martínez en el atrio de la Iglesia de Tlaltenango en Cuernavaca, aparece Emiliano Zapata regalando una corona a la virgen.

Durante la Revolución Mexicana, la Iglesia de Tlaltenango fue usada como cuartel del ejército zapatista. La construcción tiene huellas de disparos. Zapata era devoto a la Virgen de los Milagros de Tlaltenango y el 8 de septiembre de 1914 trajo como regalo a la virgen una corona de plata con estrellas de oro. Dos años después, las tropas carrancistas tomaron el estado de Morelos y robaron dicha corona.

## Feria de Tlaltenango
El canónigo de la Basílica de Santa María de Guadalupe decidió que se celebrara anualmente la fiesta de Nuestra Señora de Tlaltenango el 8 de septiembre. Cada año se celebra una feria en honor a la virgen desde el 30 de agosto cuando se empieza un novenario que acaba el 8 de septiembre y la feria acaba el 12. Por motivo de la feria, se cierra la Av. Emiliano Zapata y se ponen muchos puestos comerciales, juegos mecánicos, se venden artesanías y se celebra con música y juegos pirotécnicos. Muchas peregrinaciones acuden al festejo, entre ellas destaca la de Iztapalapa que desde hace más de cien años lleva un adorno floral que se pone en la entrada de la iglesia durante toda la feria.